# Павел Громико
Павел Громико (рођен 24. маја 1989. године у Москви) је руски кошаркаш. Игра на позицији крила и и тренутно игра за Динамо из Москве.

## Каријера
Играо је за млађе категорије Динама из Санкт Петербурга где је започео и сениорску каријеу. Након тога долази у Србију и потписује за Црвену звезду. Иако је важио за великог талента у Звезди је одиграо свега неколико утакмица. Иако није има значајнији учинак прикупио је симатије навијача јер је деловао врло атрактивно на терену. Краси га велики одраз а је често феноменално закуцавао на загревањима. У Јадранској лиги је одиграо свега две утакмице постигавши укупно 9 поена. Тада је дошло до спора играча и Црвене звезде са руским клубом Химкијем, који је тврдио да је Громико потписао за њих пре доласка у Звезду.
Након тога се враћа у Русију ге игра за већи број клубова. Нарочито добру сезону имао је у Спартаку Приморје где је у Суперлиги Русије просечно постизао 15,5 поена и имао 4,6 скокова по утакмици. Након тога потписује двогодишњи уговор са Динамом из Москве за који и данас игра.

## Репрезентација
Био је члан млађих репрезентативних селеција Русије. Са кадетском репрезентацијом је учествовао на Европском првенству 2004. године.